# Allium tanguticum
Allium tanguticum — вид рослин з родини амарилісових (Amaryllidaceae); ендемік Китаю.

## Опис
Цибулина поодинока, від яйцюватої до яйцювато-круглої, 1–1.5 см у діаметрі; оболонка від сірувато-коричневої до сірувато-жовтої. Листки лінійні, коротші від стеблини, 1–3(4) мм завширшки, плоскі, зверху жолобчасті, шершаво-дрібнозубчасті вздовж кута. Стеблина 15–40 см і більше, кругла в перерізі, вкрита листовими піхвами лише в основі. Зонтик півсферичний, густо багатоквітковий. Оцвітина від пурпурної до пурпурно-червоної; сегменти від вузько ланцетних до яйцювато-ланцетних; (3)4–5 × 1–1.8 мм, верхівка загострена. Період цвітіння: липень — вересень.

## Поширення
Ендемік Китаю — Ганьсу, Цінхай, Тибетський автономний район.
Населяє сухі схили, піщані місця, рівнини; 2000–3500 м.